# Cyborgs (défenseurs de l'aéroport de Donetsk)
Pour les articles homonymes, voir Cyborg (homonymie).
Pour un article plus général, voir Seconde bataille de l'aéroport de Donetsk.
Les « cyborgs » est le nom donné aux militaires ukrainiens, volontaires ou non, ayant participé à la défense de l'Aéroport international de Donetsk (26 mai 2014 - 22 janvier 2015), pendant la guerre du Donbass (incluant les combats autour de l'aéroport international de Donetsk) et aux personnes ayant apporté de l'aide aux défenseurs assiégés. 
À l'issue du siège de l'aéroport, la totalité d'entre eux seront tués ou capturés par les forces séparatistes. L'ensemble des prisonniers seront par la suite restitués à l'Ukraine au cours de plusieurs échanges de prisonniers,.

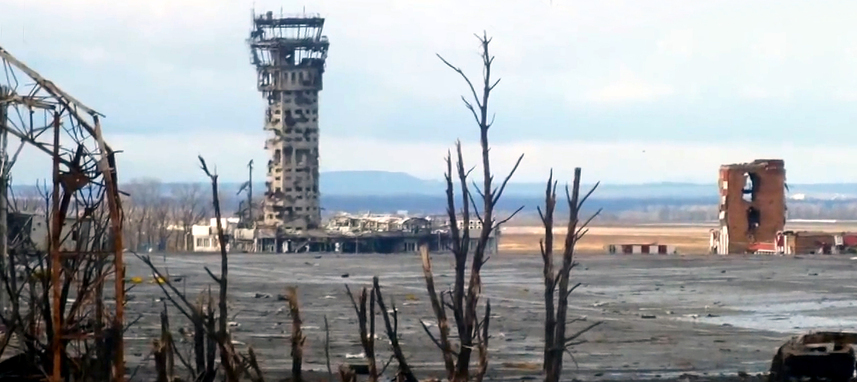
Les ruines de l'aéroport, 24 décembre 2014.

## Étymologie et histoire
Cyborg est un terme de science-fiction (contraction de l'anglais cybernetic organism) qui désigne un organisme biologique contenant des composants mécaniques ou électroniques qui remplacent ses organes ou les complètent. Dans de nombreux exemples de culture populaire et littérature fictionnelle, les cyborgs sont décrits comme des êtres ayant des capacités physiques ou mentales artificiellement accrues: ils ont généralement une force élevée, un flair renforcé, un cerveau informatique ou des armes intégrées,,.
Pour parler des « défenseurs de l'aéroport de Donetsk » le mot cyborg a été utilisé pour la première fois en septembre 2014 par un militant pro-russe inconnu. Il tentait ainsi d'expliquer pourquoi les unités avancées des forces séparatistes ne parvenaient pas à prendre l'aéroport de Donetsk, qui abritait seulement quelques dizaines de militaires ukrainiens avec des armes légères et quelques véhicules blindés légers,.
Cette définition a été incluse dans les dictionnaires. En particulier, le dictionnaire de langue ukrainienne moderne et de l'argot Myslovo a reconnu le mot "cyborgs" comme mot de l'année 2014. La même année, Petro Porochenko, le président ukrainien, enregistre les vœux pour le Nouvel An avec eux. D'autres néologismes sont apparus dans les médias : cyborgport, cyborgiada.
Il est à noter que les soldats ukrainiens ayant combattu à Krouty en 1918 sont maintenant parfois appelés « les premiers cyborgs ». Rétrospectivement, ce surnom a également été donné aux défenseurs de l'aéroport de Louhansk (8 avril - 1er septembre 2014)[réf. nécessaire].

## Unités impliquées

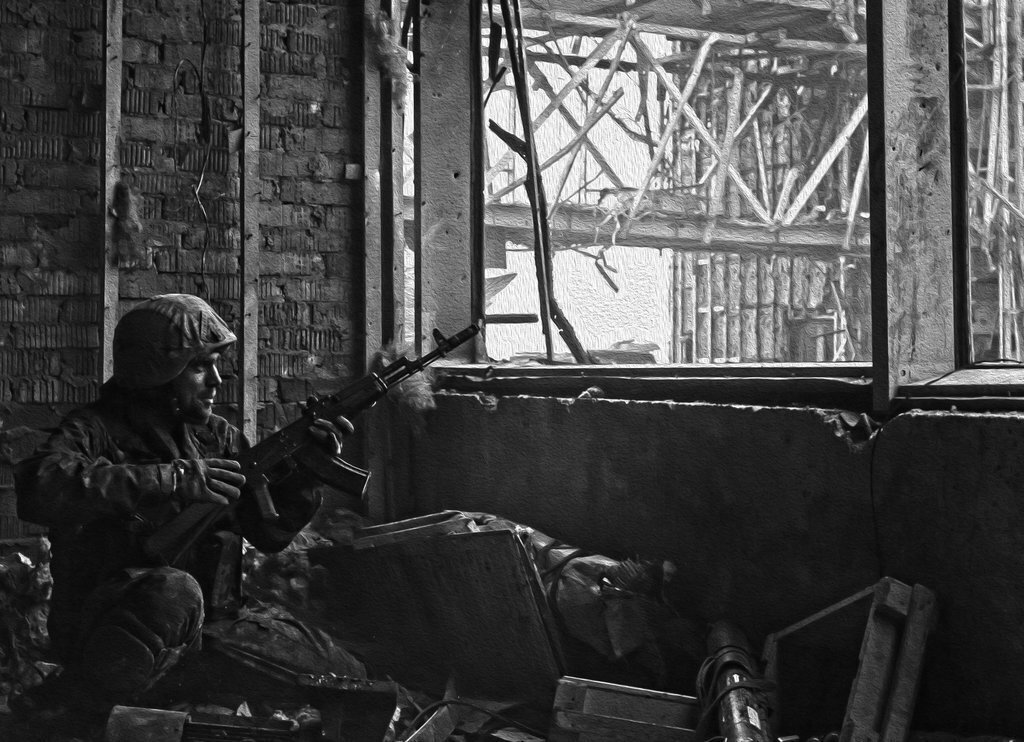
Soldat ukrainien défendant l'aéroport de Donetsk.

Autour et sur les infrastructures de l'aéroport et dans le village voisin de Pisky ont combattu des membres des forces spéciales du 3e régiment indépendant, des soldats des 79e, 80e, 81e, 95e brigades indépendantes d'assaut aérien, de la 93e brigade mécanisée indépendante, de la 57e brigade motorisée indépendante, du 90e bataillon aéromobile indépendant (uk) et du 74e bataillon indépendant de reconnaissance (uk), des volontaires du bataillon Dnipro, des combattants du Corps des volontaires ukrainiens ainsi que d'autres formations militaires indéterminées.

## Pertes
Il est difficile de déterminer le nombre total de militaires impliqués lors des opérations à l'aéroport, mais on connaît avec certitude le nombre de morts : 100 soldats, parmi lesquels 4 disparus (dont probablement l'un d'entre eux passé à l'ennemi). En plus des morts, il existe des données attestant de 290 à 305 blessés pendant les combats,, un chiffre réaliste compte tenu des ratios militaires admis.

## Actions détaillées des cyborgs
- Si vous ne connaissez pas le sujet, laissez ce bandeau (vous pouvez alors contacter les auteurs).
- Si vous supprimez le contenu mis en cause (vous pouvez préalablement contacter les auteurs),

argumentez précisément cette suppression dans la page de discussion
(un manque de référence n'est pas un argument ; une recherche réelle de référence doit avoir été effectuée, être formellement documentée).

### 2014
En mars 2014, à la suite de l'annexion de la péninsule de Crimée, des militaires de l'armée ukrainienne sont envoyés pour protéger l’aéroport de Donetsk. Il s’agit du 3e régiment des forces spéciales et de la 95e brigade aéromobile. La première tentative avortée des séparatistes de s'emparer de l’aéroport de Donetsk a lieu le 17 avril 2014. 
Le 6 mai, tous les vols sont suspendus en raison du danger croissant représenté par la proximité des combats.
La deuxième tentative pour prendre l’aéroport de Donetsk a lieu le 26 mai. Les séparatistes entrent dans le nouveau terminal tandis que les forces spéciales ukrainiennes et les troupes aéroportées se trouvent dans l’ancien. À la suite des actions coordonnées des forces ukrainiennes dans l’air et sur terre, les forces pro-russes sont expulsées du nouveau terminal.
À partir de ce moment, les deux terminaux, l’ancien et le nouveau, la tour de contrôle, la tour météorologique et la caserne des pompiers sont occupés en continu par des formations de l’armée ukrainienne. En septembre 2014, elles sont renforcées par des volontaires de l’organisation nationaliste d'extrême droite « Secteur droit »  
De mai à août 2014, sur le territoire de l’aéroport de Donetsk, la 72e brigade d’infanterie rejoint les combattants. Le nombre total de militaires se monte alors à 138[réf. nécessaire]. 
Le 10 juillet 2014, les Ukrainiens subissent les premières pertes[réf. nécessaire]. Un soldat de la 72e brigade est tué par un tir de mortier alors qu'il était chargé des défenses anti-aériennes. Jusqu’à la fin septembre, les attaques des combattants séparatistes sont irrégulières et de courte durée. 

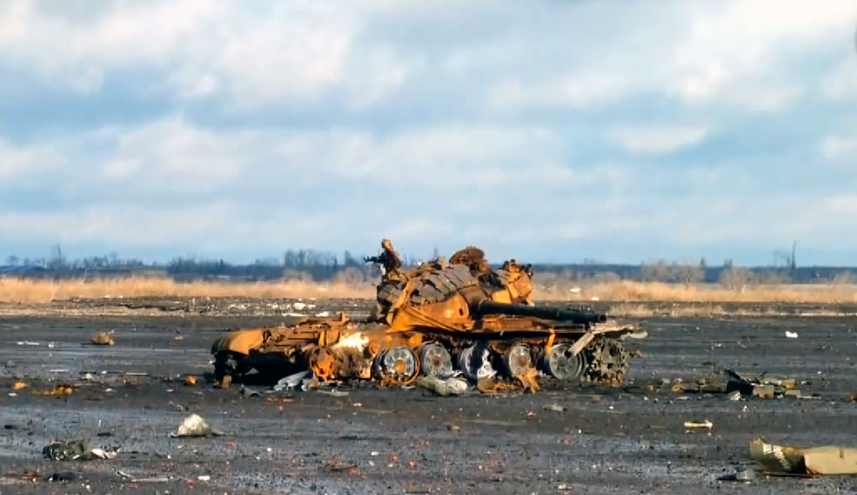
Tank brûlé, 24 décembre 2014

À partir du mois d’août 2014, le 2e groupe tactique de la 93e brigade d’infanterie, le 3e régiment des forces spéciales et le 74e bataillon de renseignements prennent le contrôle du territoire adjacent à l’aéroport. Le quartier général du groupe tactique se trouve dans le village de Novokalynove, la base du 4e régiment est à Pisky. Il y a encore une base à Tonenke et le 5e régiment est basé à l’aéroport même[réf. nécessaire].
Le 28 septembre, deux batailles ont lieu où neuf combattants ukrainiens sont tués et 14 blessés. Outre cela, l’armée ukrainienne perd 2 BTR-80. Parmi les militaires tués, le capitaine de la 93e brigade des forces de terre, Serguii Kolodii, a été décoré du titre de Héros de l’Ukraine à titre posthume. Du côté des séparatistes, deux tanks T-72 sont utilisés, dont un détruit par l’équipage du capitaine Yevguen Mezhevikin (décoré également du titre de Héros de l'Ukraine)[réf. nécessaire]. 
Le 28 septembre arrivent à l’aéroport de Donetsk 53 militaires parmi lesquels 41 parachutistes de la 79e brigade aéromobile, 7 soldats de la 93e brigade d’infanterie et 3 démineurs du 91e régiment du génie. Ainsi, les forces totales pour la défense de l’aéroport se portent à 85 militaires dont 7 officiers, 7 véhicules blindés, 2 véhicules légers et quelques volontaires du Corps des volontaires ukrainiens[réf. nécessaire]. 
À partir du 29 septembre, le territoire où se trouvent les défenseurs de l’aéroport est régulièrement attaqué avec de l’artillerie et des mortiers[réf. nécessaire].
Le 3 octobre débute la bataille pour l’ancien terminal. Le lendemain, un tank de la 1re brigade de cavalerie blindée est touché, tuant tout son équipage. Entre octobre et novembre, de nombreux tirs et confrontations ont lieu. L’assaut de la tour de contrôle est repoussé. Des snipers sont présents et actifs[Avec qui ?].
À partir du 6 octobre 2014, les forces séparatistes réalisent plusieurs assauts lors desquels 11 soldats ukrainiens sont tués[réf. nécessaire].
Les 29 et 30 novembre a lieu un nouvel assaut contre l’ancien terminal de l’aéroport. Le front est tenu et les attaques repoussées par les soldats de la 93e brigade d’infanterie et de la 79e brigade aéromobile. En raison des combats, 2 militaires ukrainiens sont tués et 6 blessés. L’armée ukrainienne se retire alors des locaux de l’ancien terminal pour se concentrer sur la défense du nouveau[réf. nécessaire].
Les forces de défense de l’aéroport se composant alors des représentants de diverses formations militaires, le commandement militaire ukrainien prend la décision de passer le contrôle de ce site à une seule formation militaire. C'est la 81e brigade aéromobile, formée en août 2014 au sein de l’Armée ukrainienne, qui est choisie. Elle avait sa base établie dans les villages de Kostiantynivka et Droujkivka, dans la région de Donetsk[réf. nécessaire].
Le 26 novembre, la 81e brigade aéromobile rejoint les forces militaires présentes dans la zone. Le 1er décembre, une partie du 1er groupe tactique du 90e bataillon et de la 81e brigade aéromobile sont transférés de la petite ville de Pisky vers l’aéroport[réf. nécessaire].
À la suite des négociations de paix de Minsk II, un accord de cessez-le-feu dans cette zone de combat est conclu. Il devait entrer en vigueur le 9 décembre 2014 à 10h00. Selon cet accord, les forces militaires doivent faire leurs rotations par un « couloir vert », en passant par un barrage contrôlé par les séparatistes et les forces russes. Les soldats ukrainiens ont le droit de ne transporter que des armes à feu légères et un nombre limité de cartouches. Les séparatistes et les terroristes obtiennent le droit de fouiller les militaires de l’armée ukrainienne lors de leur passage par le barrage[réf. nécessaire].
L'armée ukrainienne présente dans la zone de l'aéroport et les forces séparatistes qui l'assiègent continuent cependant d'échanger des tirs d'armes légères comme d'artillerie malgré le cessez-le-feu.

### 2015
Le « couloir vert », que les soldats ukrainiens, appellent alors le « couloir de la honte » existe pendant un peu plus d’un mois. En janvier 2015, les combats reprennent. 
La dernière rotation normale a lieu dans la nuit du 12 au 13 janvier. La rotation suivante se solde par des combats, en violation de l'accord de cessez-le-feu, dans la nuit du 13 au 14 janvier 2015. Ce jour-là, ce sont les soldats des 7e et 9e compagnies et de la 80e brigade aéromobile qui combattent. Ils remplacent les soldats de la 93e brigade d’infanterie[réf. nécessaire].
Le 13 janvier, la tour de contrôle s'écroule[réf. nécessaire]. 
Le 15 janvier, les forces ennemies occupent les étages supérieurs du nouveau terminal. Le lendemain ont lieu des combats dans les locaux du terminal. Le 17 janvier débute la bataille pour la caserne de pompiers. Les dernières évacuations des blessés ukrainiens ont lieu dans les nuits du 17 au 18 janvier et du 18 au 19 janvier[réf. nécessaire].
Le 19 janvier, les forces pro-russes lancent des engins explosifs dans le terminal. La force de l’explosion est telle que le toit est arraché et les murs s'effondrent[réf. nécessaire]. 
Le 20 janvier, l’armée ukrainienne tente sans succès une avancée vers le nouveau terminal, appuyée par les véhicules blindés encore opérationnels. Cette action est menée par le groupe du commandant du 90e bataillon, Oleg Kouzminykh. Un seul blindé MT-LB arrive au point de destination. La majorité des participants sont tués[Combien ?][réf. nécessaire].
Une nouvelle explosion retentit dans le nouveau terminal à 14:56[Information douteuse]. Les 3 tonnes de TNT détruisent 3 étages du terminal. Des 55 défenseurs qui se trouvent encore à l’intérieur, moins de la moitié survit. Les 16 militaires survivants se rendent le 21 janvier. Les blessés en état grave sont envoyés dans un hôpital de la région séparatiste et les soldats valides sont torturés[Information douteuse][réf. nécessaire].
Le 22 janvier, 17 prisonniers ukrainiens sont forcés à participer à un « défilé » organisé dans les rues de Donetsk, occupée par les séparatistes. Le Parquet Général de l’Ukraine décrit alors ces actes comme une infraction à la Quatrième Convention de Genève de 1949 sur le traitement des prisonniers de guerre,.
Pendant les journées suivantes, quelques dizaines de membres des forces séparatistes sont éliminées à la suite d'opérations du renseignement ukrainien[réf. nécessaire]. Le 27 janvier, l’armée ukrainienne reprend une partie de l’aéroport afin de récupérer les corps de 7 de ses militaires tués. 
Les derniers cinq « cyborgs » sont libérés dans le cadre d'un échange de prisonniers le 22 février 2015, lors duquel 139 soldats ukrainiens sont échangés contre 52 séparatistes. 
En mars 2015, les prisonniers de guerre ukrainiens qui nettoyaient les débris de l’aéroport sous les ordres des séparatistes récupèrent les corps de leurs camarades décédés. Les corps sont transportés d’abord vers la morgue de Donetsk, sous contrôle des autorités pro-russes et par la suite vers la ville de Dnipro.

## Décorations

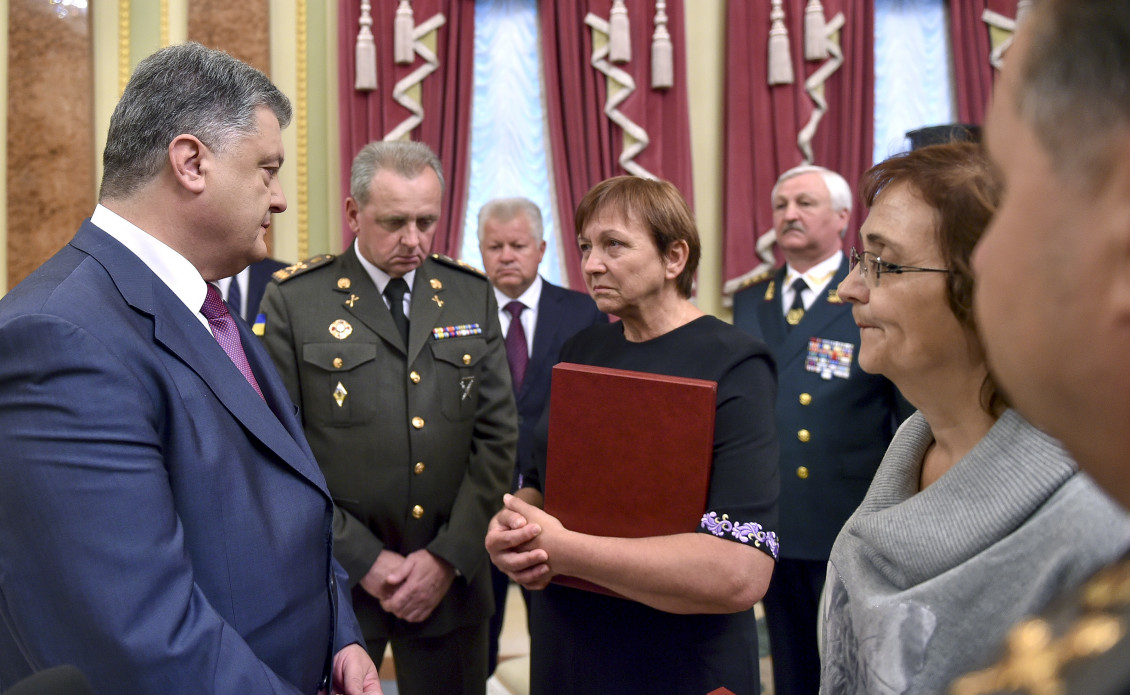
Le Président Petro Porochenko remet l'Étoile d'or de Héros de l'Ukraine aux mères de Igor Branovytskyi et de Serguii Kolodii le 23 août 2016

Le titre de Héros de l'Ukraine est décerné aux personnes suivantes pour avoir défendu l’aéroport de Donetsk :
- Soldat Igor Yevguenovytch Branovytskyi (le 23 août 2016 à titre posthume)
- Caporal Igor Viktorovytch Zinytch (le 14 octobre 2015 à titre posthume)
- Lieutenant Commandant Ivan Ivanovytch Zoubkov (le 10 juin 2015 à titre posthume)
- Capitaine Serguii Volodymyrovytch Kolodii (le 23 août 2016 à titre posthume)
- Commandant Yevguen Mykolayovytch Mezhevikin (le 14 octobre 2015 à titre posthume)
- Volontaire Serguii Oleksandrovytch Tabala (21 novembre 2016 à titre posthume)

Le 27 janvier 2015, le Président Porochenko décore les membres des unités blindées qui ont assuré la sortie des militaires ukrainiens de l’aéroport assiégé le 22 janvier. Le lieutenant Yevguen Gontchar est décoré et nommé 3e classe de l'ordre de Bohdan Khmelnytsky. Le sergent Kostyantyn Baltarga, le soldat Volodymyr Soukhanin et le soldat artilleur Dmytro Trynoga sont nommés 3e classe de l’ordre « pour le Courage ».
Le 19 octobre 2014, le président de la Rada (le parlement ukrainien) récompense officiellement neuf militaires ukrainiens avec des pistolets « Fort » gravés à leurs noms. 
En 2015, l'association « Confrères d’Ukraine » crée une médaille spéciale commémorant la défense de l'aéroport de Donetsk[réf. nécessaire].

## Importance stratégique et symbolique
Le siège de l’aéroport de Donetsk dure 242 jours, une semaine de moins que le siège de Sébastopol (2 novembre 1941 – 3 juillet 1942) et beaucoup plus longtemps que la défense de la forteresse de Brest-Litovsk (22 juin – 20 juillet 1941) pendant la Seconde Guerre mondiale[réf. nécessaire].
Avant le siège, l’aéroport jouait un rôle important dans la logistique de l'armée ukrainienne. Les séparatistes, eux, après avoir sécurisé le contrôle de 150 km de la frontière de 1991 entre l'Ukraine et la Russie, n’avaient pas un intérêt vital à occuper l'aéroport pour s’approvisionner. Néanmoins, leur objectif est d'empêcher l’armée ukrainienne, de se servir de ce site comme tremplin pour avancer vers Donetsk.
À la suite des négociations de paix de Minsk, il est décidé de créer une zone démilitarisée de 30 km entre les deux camps. Les chefs séparatistes décident de remporter une victoire politique. Ils lancent donc un assaut frontal juste avant la création de cette zone. Le but étant de montrer que les Ukrainiens ont été chassés par leurs troupes, et non pas qu’ils se sont retirés à la suite de l’accord.
Malgré le départ des militaires ukrainiens du territoire de l’aéroport de Donetsk, les forces ukrainiennes se trouvent encore en poste près de l’aéroport après ces événements, et c’est pourquoi des combats de différentes intensités y ont eu lieu par la suite pendant longtemps.
Selon le major général Oleg Mikats, la défense de l’aéroport par les forces ukrainiennes a bloqué l’ennemi. en effet, la bataille de Debaltseve a eu lieu peu de temps après la chute de l'aéroport et si les militaires ukrainiens n’avaient pas été sur place, l’armée ukrainienne aurait pu perdre plus de territoire. 
On[Qui ?] estime les pertes des forces séparatistes à au moins 800 morts et entre 1 500 et 2 000 blessés.

## Commémoration
Le 16 janvier en Ukraine se célèbre la journée des défenseurs de l’aéroport de Donetsk. Cette journée de la mémoire semi-officielle a été instaurée à l’initiative des cyborgs eux-mêmes. Ce jour-là, on organise différents événements au souvenir et à la commémoration avec la participation de personnalités d’État de premier ordre,,. Pourtant, il n’y a pas d’explication officielle sur le choix de cette date.
Le 20 janvier est aussi une journée de la mémoire,. 
La Poste ukrainienne a édité un timbre en 2020 en l’honneur des « cyborgs » (le 22 janvier 2020, catégorie N1806, valeur faciale V).
La pièce de monnaie commémorative de 10 hryvnias de la Banque Nationale de l’Ukraine fait partie de la série de monnaies intitulée « Les Forces armées ukrainiennes » et représente les défenseurs de l'aéroport. La monnaie est émise le 30 janvier 2018. 
Le club de jeunes « Natriy » est créé à Kiev en 2019 en l'honneur de Igor Branovytsky, et une rue porte aujourd'hui son nom.

## Dans la culture et les arts
Plusieurs références aux « Cyborgs » sont présentes dans la culture et l'art ukrainiens depuis 2014 :
- Film documentaire de Leonid Kanter et Ivan Yasniy : Les volontaires de l'escadron de Dieu (2015) ;
- Film de Akhtem Seitablayev : Cyborgs: Heroes Never Die (2017)[34],[35], sur un scénario de Natalia Vorojbyt ;
- Poème de Volodymyr Tymtchouk : Aéroport de Donetsk[36]  ;
- Recueil d'interviews et de photos : AD 242. L'histoire du courage, de la fraternité et du sacrifice par Iryna Chtorguin ;
- Roman : Aéroport de Serguii Loïko ;
- Série de photos avec les « Cyborgs » de Serguii Loïko, publiée à la une du Los Angeles Times du 28 octobre 2014[37]  ;
- Calendrier avec les photos des militaires à but caritatif[38]
- Série de bandes-dessinées[39]
- Recueil de poésies : Poèmes d’un cyborg de Mykola Voronin[40]

L'image de la tour de contrôle de l'aéroport devient une icône de la culture populaire. Cette tour porte l’inscription : « Le béton n’a pas tenu, les cyborgs – si ». Cette tour a été utilisée par les « cyborgs » comme point d’observation. Elle a fini par être totalement détruite par les projectiles des tanks ennemis.